# Periferic (serial)
Periferic (în engleză: The Peripheral) este un serial american science-fiction produs și creat de Scott Smith. Este produs de studiourile Amazon și difuzat de Amazon Prime. Are ca sursă de inspirație romanul cu același nume apărut în anul 2014 și scris de William Gibson. Creatorii serialului Westworld, Jonathan Nolan și Lisa Joy, se află între producătorii executivi.
Amplasat cu aproximativ un deceniu în viitor, cu o nouă tehnologie care a schimbat societatea în moduri subtile, un jucător VR primește oferta unei conexiuni cu o realitate alternativă, precum și cu un viitor întunecat al ei.
Primul episod a fost difuzat pe 21 octombrie 2022, pe platforma Amazon Prime Video. Sezonul întâi conține opt episoade.
În februarie 2023, serialul a fost prelungit pentru un al doilea sezon. Dar în august 2023, serialul a fost anulat din cauza grevei scenariștilor și a grevei actorilor din 2023, Amazon Prime Video stabilind să nu mai continue serialul.

## Povestea
Periferic este despre Flynne Fisher, o jucătoare talentată de jocuri video virtuale care are o slujbă banală la o companie de imprimare 3D din America rurală în viitorul apropiat. Familia ei are mari probleme financiare. Fratele lui Flynne, Burton, îi cere să testeze un nou joc video pentru că se plătește extrem de bine. În prima ei misiune de joc, ca versiune avatar a fratelui ei, ea trebuie să seducă și să omoare fără să știe o tânără. Treptat, devine clar că ea nu juca o simulare - de fapt, în timpul „jocului” pilota un avatar din Londra distopică a anului 2100, un așa-numit Periferic.

## Distribuția
- Chloë Grace Moretz în rolul Flynne Fisher
- Gary Carr în rolul Wilf Netherton
- Jack Reynor în rolul Burton Fisher
- JJ Feild în rolul Lev Zubov
- T'Nia Miller în rolul Cherise Nuland
- Louis Herthum în rolul Corbell Pickett
- Katie Leung în rolul Ash
- Melinda Page Hamilton în rolul Ella Fisher
- Chris Coy în rolul Jasper Baker
- Alex Hernandez în rolul Tommy Constantine
- Julian Moore-Cook în rolul Ossian
- Adelind Horan în rolul Billy Ann Baker
- Austin Rising în rolul Leon
- Eli Goree în rolul Conner Penske
- Charlotte Riley în rolul Aelita West
- Alexandra Billings în rolul Inspector Ainsley Lowbeer

## Recenzii
Site-ul web de agregare de recenzii Rotten Tomatoes a raportat un rating de aprobare de 76%, cu o evaluare medie de 6,6/10, pe baza a 50 de recenzii critice. Consensul criticilor site-ului spune: „Undeva, la marginile acestei viziuni SF este o narațiune convingătoare, dar concentrarea unică a lui The Peripheral asupra ideilor sale înalte vine în detrimentul caracterului sau al coerenței.”
Metacritic, care folosește o medie ponderată, a atribuit un scor de 57 din 100 pe baza a 20 de critici, indicând „recenzii mixte sau medii”.